# Гранатомет-лопата «Варіант»
Гранатомет-лопата «Варіант» — радянський дослідний гранатомет. Гібрид гранатомета і малої піхотної лопати. Призначався для стрільби гранатами ВОГ-25 і ВОГ-25П. Авторське свідоцтво одержано 1981 року. Існував як дослідний зразок, у серійне виробництво не пійшов. Виріб був ініціативним, йому не було надано індекса ТКБ («Тульське Конструкторське Бюро»), тому він залишився під робочою назвою «Варіант».

## Історія створення
Подібна зброя, міномет-лопата, використовувалася у початковий період німецько-радянської війни, але виявилася не надто ефективною. У 1978 році конструктор ЦКДБ СМЗ Віктор Ребриков повернувся до ідеї суміщення лопати зі зброєю підтримки. За задумом конструктора, лопата-гранатомет призначалася для екіпажів бойових машин, гарматної обслуги, а також для всіх бійців, озброєних автоматом без підствольного гранатомета. При проектуванні вирішено зберегти довжину штатної лопати і діаметр держака у верхній частині, де лопату мали охоплювати руками під час копання.
Робота з першого пострілу проводилася за участю приймальної комісії. Під час випробувань нова зброя зарекомендувала себе з позитивної сторони, показавши рівний рядок влучення при стрільбі на різних ґрунтах і поверхнях (від болотистої місцевості до асфальту і цегляного муру) з різними кутами підвищення. При стрільбі з упиранням лопати у плече, з полотном, закріпленим під кутом 90° до осі стрільби, відбій був порівняний з пострілом зі рушниці 12-калібру набоєм «Магнум». Оскільки під час пострілу лопата йшла у відкат по його осі, без моменту сили, навіть при грубому наведенні «зі стегна» влучність виявилася прийнятною і здебільшого залежала від звикання та вишколення.

## Конструкція
Гранатомет-лопата вагою 2 кг був всього на 0,8 кг важчий за лопату (1,2 кг). Додавання маси диктувалося створенням необхідної міцності конструкції. Штатний дерев'яний держак на кінці лопати й діаметр обхвату лопати рукою унизу, біля затискної гайки полотна, відповідали таким у МПЛ. Під час стрільби держак-заглушка виймався. При упиранні у ґрунт зброя мала працювати як міномет, при упиранні у плече чи при стрільбі з руки — як ручний гранатомет. Полотно лопати, зафіксоване під кутом 90°, мало слуговати прикладом. Для пом'якшення сили відбою у штатний чохол лопати вирішили вшити дві пластини губчатої гуми завтовшки 8 мм. Як боєзапас використовувалася граната ВОГ-25. Капсуль розбивався примусово, що дозволяло вести стрільбу з будь-якими позитивними та негативними кутами, у тому числі й з плеча. Гранатомет-лопата, на відміну від свого попередника, міномета-лопати, був споряджений прицілом-квадрантом, який носився у стволі. Було виготовлено два зразки гранатомета.